# Holding
Holding (Kurzform für Holding-Gesellschaft, Holding-Organisation oder auch Dachgesellschaft) ist der Anglizismus für Unternehmen, deren Betriebszweck unter anderem darin besteht, Kapitalbeteiligungen an anderen Unternehmen zu halten.

## Allgemeines
Die Festlegung des Betriebszwecks bleibt zunächst den Unternehmensgründern vorbehalten. Sie können frei wählen zwischen Produktions-, Handels- oder Dienstleistungsunternehmen. Handelsrechtlich dürfen auch diese Unternehmen alle Maßnahmen ergreifen, die den Betriebszweck fördern, insbesondere Beteiligungen an anderen Unternehmen erwerben. Besteht nun der Betriebszweck ausschließlich aus dem Erwerb und der Verwaltung von Beteiligungen, liegt eine Holding vor. Hierbei sind zwei Arten von Holdinggesellschaften zu unterscheiden. Bei reinen Beteiligungsholdings dient der Erwerb von Beteiligungen dem Schwerpunkt und unmittelbaren Gegenstand des Unternehmens. Bei Mischholdings mit operativem Geschäftsbereich ist der Beteiligungserwerb nur dann hauptsächlicher Unternehmensgegenstand, wenn er einen wesentlichen Teil des Geschäftsbetriebs ausmacht.

## Geschichte
Historisch betrachtet ist die Holdinggesellschaft die älteste Form der Bildung von Unternehmensgruppen. Die Bedeutung dieser Unternehmensform entstand erst durch die Entwicklung in den USA, einige Wurzeln liegen jedoch auch in England. Die Überlegung, als einzigen Geschäftszweck eines Unternehmens die Beteiligung an anderen Unternehmen vorzusehen, stammt aus den USA. Das Wort „Holding“ (von englisch to hold) stand dort für das Halten von Beteiligungen, also Besitzverwaltung. Ab 1870 entstanden in den USA die Trusts, deren Komitee von Treuhändern (der englisch Board of Trustees) sich lediglich mit der Verwaltung der Anteile der von ihm beherrschten Unternehmen befasste. Nachdem im Juli 1890 der Sherman Antitrust Act in Kraft trat und alle die Handelsfreiheit beeinträchtigenden Trusts verbot, umging man dieses Gesetz durch die Gründung von Holding Companies. Berühmteste Gründung war im Oktober 1889 die „Standard Oil Company of New Jersey Holding“, der Rechtsnachfolgerin des im Januar 1882 entstandenen „Standard Oil Trust“ – dem ersten bekannten Trust der amerikanischen Wirtschaftsgeschichte. Die „Securities Holding Company“ erwarb gerade so viele Aktien, um die ausschlaggebende Stimmenzahl zur Einflussnahme zu besitzen.
Erste deutsche Holding war die bereits im Oktober 1886 in London gegründete „Nobel Dynamite Trust Company Ltd.“. Nach 1920 nahm das Tempo der Konzernbildung in Deutschland entscheidend zu. Die restriktive Steuergesetzgebung verhinderte jedoch die Gründung von Holdings mit Sitz in Deutschland. Erst das Standortsicherungsgesetz vom September 1993 versuchte, die Stellung der Holding zu verbessern.
In der Schweiz hingegen hat die Steuergesetzgebung zur Beliebtheit der Holding wesentlich beigetragen. Das erste Privileg für reine Holdinggesellschaften schuf 1903 der Kanton Glarus.

## Rechtsfragen
Die Holding ist weder im deutschen noch im österreichischen Aktienrecht geregelt. Es handelt sich um ein Unternehmen, dessen betrieblicher Hauptzweck in einer auf Dauer angelegten Beteiligung an einem oder mehreren rechtlich selbständigen Unternehmen liegt. Sie ist an keine Rechtsform gebunden, bevorzugt werden oft die Rechtsformen Aktiengesellschaft (in Deutschland AG) und Europäische Aktiengesellschaft (SE).

### Schweiz
In Art. 671 Abs. 3 OR wird die Holdinggesellschaft als eine Gesellschaft umschrieben, deren Zweck hauptsächlich in der Beteiligung an anderen Unternehmen besteht.

### Deutschland
In § 18 Abs. 1 Satz 1 AktG wird der Konzern umschrieben, indem er ein oder mehrere abhängige Unternehmen „unter der einheitlichen Leitung des herrschenden Unternehmens“ zusammenfasst. Diese bilden nach der widerlegbaren Vermutung zwingend einen Konzern. „Einheitliche Leitung“ bedeutet hierbei, dass die Holding aufgrund ihres konzernrechtlichen Einflusses auf die Geschäftspolitik der Beteiligungen in ihrem Sinne einwirkt und mindestens eine der betrieblichen Funktionen bei ihren Beteiligungsunternehmen wahrnimmt. Der Begriff des Konzerns ist nicht als Synonym zur Holding zu verstehen. In der Praxis liegt jedoch oftmals eine Überschneidung vor.
Ansonsten gibt es keine Legaldefinitionen, die die Holding für ihre Zwecke beschreiben. § 2 Abs. 1 Nr. 1 KAGB sieht Umschreibung der Holding vor, wonach Holdings Gesellschaften sind, „die eine Beteiligung an einem oder mehreren anderen Unternehmen halten, deren Unternehmensgegenstand darin besteht, durch ihre Tochterunternehmen oder verbundenen Unternehmen oder Beteiligungen jeweils eine Geschäftsstrategie zu verfolgen, den langfristigen Wert der Tochterunternehmen, der verbundenen Unternehmen oder der Beteiligungen zu fördern“. Jedoch liefert die Norm eine Beschreibung der Form des Unternehmens und eben keine Legaldefinition der Holding. Versicherungsholdinggesellschaften sind in § 7 Nr. 31 VAG und die gemischte Finanzholding in § 2 Abs. 10 FKAG definiert.

#### Unternehmensverträge
Charakteristikum des Unternehmensvertrages ist die Leitungsmacht, denn die Holding als herrschendes Unternehmen trifft Entscheidungen in mindestens einem der betrieblichen Funktionsbereiche (Beschaffung, Finanzierung, Organisation, Absatz) und setzt diese – notfalls gegen den Willen des beherrschten Unternehmens – auch durch. Die eigenverantwortliche Leitung des Vorstands der beherrschten Gesellschaft (§ 73 AktG) wird durch eine fremdbestimmte Leitung des herrschenden Unternehmens ersetzt (§ 308 Abs. 1 AktG). Derartige Unternehmensverträge führen unwiderlegbar zu einem so genannten Vertrags-Konzern zwischen den vertragschließenden Unternehmen (§ 18 Abs. 1 Satz 2 AktG) in Form eines Unterordnungskonzerns.

### Beteiligungsquote
Ohne vertragliche Beziehungen und nur mit kapitalmäßiger Beteiligung besteht ein „faktischer Konzern“. Dabei ist die Höhe der Beteiligungsquote maßgeblich für den Grad der Einflussnahme. Erforderlich ist eine Beteiligungsmehrheit, mit deren Hilfe die Holding in der Hauptversammlung oder Gesellschafterversammlung der Tochtergesellschaft Mehrheitsbeschlüsse in ihrem Sinne fassen kann.

## Arten
Während die Holdinggesellschaft konzernrechtlich als Muttergesellschaft bezeichnet wird, heißt das von der Holding als Beteiligung geführte Unternehmen entsprechend Tochtergesellschaft, wobei zur Unterscheidung manchmal nur eine andere Rechtsform wie GmbH gewählt wird. Die Arten von Holdinggesellschaften können nach Funktion und Hierarchie unterschieden werden.

### Funktion

#### Operative Holding oder Stammhauskonzern
Hierbei handelt es sich um die traditionelle Organisationsform von Großunternehmen. Die Muttergesellschaft im klassischen Sinne entfaltet hier wesentliche zum Leistungserstellungsprozess notwendige Aktivitäten selbst, das heißt, sie ist direkt am Markt tätig (operativ im Sinne ‚tätig handelnd‘). Die Gründung oder der Erwerb von Tochtergesellschaften dient der Ergänzung bzw. Unterstützung, z. B. Auslandsniederlassungen. Die Tochtergesellschaften sind daher in der Regel deutlich kleiner als die Muttergesellschaft und hängen von dieser strategisch, strukturell und personell ab. Die Konzernzentrale übt sehr starken Einfluss auf die Tochterunternehmen aus. Die operative Holding findet man vor allem bei Konzernen, die durch vertikale und horizontale Diversifikation aus einem dominierenden Geschäftsfeld herausgewachsen sind.

#### Management-Holding oder Strategie-Holding
Die Management-Holding hat dagegen kein eigenes operatives Geschäft. Anders als die Finanzholding hält sie jedoch nicht nur die Beteiligungen an den Tochtergesellschaften, sondern führt diese auch. Zu diesen Führungsaufgaben gehören typischerweise die Festlegung der strategischen Geschäftsfelder, die strategische Steuerung, die Besetzung von Führungspositionen und die Steuerung des Kapitalflusses innerhalb der Gruppe. Es ist möglich, dass die Vorstandsmitglieder der Holdinggesellschaft auch die Leitungsfunktionen der Tochtergesellschaften, z. B. als Vorstandsvorsitzende, wahrnehmen. Größter Vorteil dieser Holding ist ihre Flexibilität, da jedes Tochterunternehmen Strategien für sein Geschäftsfeld entwickelt. Diese Holdingform kombiniert die Marktnähe und Flexibilität von kleinen und mittleren Unternehmen (KMU) mit der Kapitalkraft und Marktpräsenz großer Unternehmen. Beispiele für Management-Holdings finden sich bei Automobil- und Elektrokonzernen.
Zu den strategischen Holdings zählt man aber auch Finanzholdings, die dem Darstellen der Unternehmensgruppe nach außen als Gesamtheit dienen, so etwa im Sinne der Dachmarke: Der leitende Körper der Unternehmensgruppe, die Unternehmenszentrale, ist dann – hierarchisch neben den produktiven Zweigen – als Tochtergesellschaft unterhalb der Dachmarke angesiedelt, in der alle gemeinsamen strategischen Konzepte zusammengefasst sind. Diese Struktur wird in allen Branchen angewendet, in denen eine Unternehmensgruppe sich als Unternehmen mit weitgefassten Kompetenzen darstellen will, etwa im Bausektor ebenso wie bei Einzelhandelsgruppen.

#### Finanzholding oder Vermögensholding
Die Finanzholding ist das Gegenstück der operativen Holding. Sie verwaltet vorrangig das Vermögen der Gesamtgruppe und übt weder die operative noch die strategische Leitung in ihren Tochtergesellschaften aus. Durch die Besetzung der obersten Führungspositionen, die Vorgabe von finanziellen Zielgrößen und die Zuteilung finanzieller Ressourcen besteht nur mittelbar Einfluss. Im Vordergrund steht die Ertrags- und Wertoptimierung des Konzerns als Gesamtheit, oder auch lediglich einzelner (Minderheits-)Beteiligungen.
Die Finanzholding kann in ihrem unternehmerischen Einfluss so weit zurückgenommen werden, dass sie nur noch Vermögensverwaltungsgesellschaft ohne Konzerneigenschaft ist. Dann spricht man von einer Beteiligungsgesellschaft, solche Unternehmenskonstrukte reduzieren sich oft auf einen eingetragenen Namen und keinerlei Personal. Verwendet werden solche Holdings einerseits in Unternehmensgruppen mehr oder minder eigenständiger Unternehmen, um der zunehmend strengeren Konzernabschlusspflicht nachzukommen, also dem Konsolidieren der nur internen Geschäftsflüsse, andererseits auch, um die gesamte Gruppe in sich sowohl monetär wie auch operativ eigenständiger und elastischer handelnd strukturieren zu können (Entkonsolidierung, Entherrschungsverträge). Außerdem verwendet man Finanzholdings zur Vorbereitung der organisatorischen Abwicklung von Unternehmenskäufen, oder aus strategischen Gründen, etwa um einen renommierten Firmennamen zu erhalten, oder mehrere etablierte Namen nach Unternehmensfusionen nebeneinanderzustellen, ohne die Teilunternehmen selbst umbenennen zu müssen, oder einen neuen gemeinsamen Namen zu etablieren. Ein weiterer Sektor, in dem reine Finanzholdings angesiedelt sind, sind etwa Unternehmensgruppen in Privatbesitz, wo die Beteiligungsgesellschaft den Besitz von Privatpersonen oder Privatstiftungen – oft auch ohne jeglicher wirtschaftlicher Kompetenz – darstellt, sowie bei internationalen Konzernen, in denen die nationale Holding die Gesamtheit der Konzernteile in einem Staat widerspiegelt. Die letzteren Formen reduzieren sich auf eine reine Darstellung einer Rechtsperson.

#### Organisatorische oder strukturelle Holding
Zunehmend werden – über Unternehmensübernahmen und Neugründungen hinaus – heute Holdinggesellschaften auch für die interne Organisation genutzt.
Dann spricht man auch von Organisatorische Holding: So könnte etwa ein Bahnunternehmen seine gesamten Personen- und Frachttransport-Agenden (divisionäre Gliederung) in zwei Holdings zusammenfassen, um Überblick über die Sparten zu bewahren (Geschäftsbereichs-Konsolidierung), oder ein Telekommunikationsanbieter Datenleitungsbetrieb und Dienstleistung (funktionelle Gliederung), um unter verschiedenen Namen auftreten zu können. Diese Unternehmensgruppenstruktur ist unabhängig davon, ob die divisionäre oder funktionale Dachholding selbst im Sinne einer Abteilungsleitung operativ tätig ist, ob sie im Sinne einer Aufsichtsabteilung nur strategisch arbeitet, oder ob sie eine reine Beteiligungsgesellschaft der Konzernmutter darstellt. Über diese Form lassen sich auch komplexe Unternehmensstrukturen organisieren, oder mehrfach ineinander verschachteln: Die Holdinggesellschaften sind nur mehr Tochterunternehmen innerhalb der Gruppe.

### Hierarchie
Hinsichtlich der Hierarchie wird die Positionierung einer Holding im Konzerngefüge untersucht. Die Dachholding steht im Konzern an oberster Stelle und hält als Muttergesellschaft die Beteiligungen direkt oder indirekt über Zwischenholdings. Letztere (auch Subholding genannt) ist in der Konzernhierarchie regelmäßig unterhalb der Dachholding angesiedelt und kann für Leitungsaufgaben eingesetzt werden, die sie zur Führungsholding eines Teilkonzerns macht.
Die Leistungserstellung erfolgt in den Tochterunternehmen, den operativen Grundeinheiten des Konzerns. Ob diese vertikalen Teilstufen in demselben Wertschöpfungsprozess operieren und damit eine funktionale Gliederung vorliegt oder ob sie in unterschiedlichen Wertschöpfungsprozessen aktiv sind und damit eine Gliederung nach Objektbereichen gegeben ist (divisionale Organisation), ist im Hinblick auf Holdinggesellschaften irrelevant. Viele Holdinggesellschaften versuchen, Synergieeffekte zwischen den Tochterunternehmen zu nutzen. Aus dieser Absicht entstehen Zentralbereiche mit entsprechender funktionaler Anordnungsbefugnis gegenüber den Tochterunternehmen, die nach regionalen oder produktorientierten Gesichtspunkten geschaffen werden.

## Motivation
Die Holding ist ein verbreitetes Organisationsmittel zur Strukturierung von Konzernunternehmen und damit zur Unternehmenskonzentration. Neben diesem Hauptzweck, der Führung eines Konzerns, erfüllt die Holding noch verschiedene weitere Zwecke. Sie kann zur Verschaffung von Steuervorteilen dienen, insbesondere bei Auslandsberührung. Ebenso können mit ihrer Hilfe Kapitalbeteiligungsgrenzen umgangen und Größen- und Spezialisierungsvorteile im Rahmen der Kapitalanlage genutzt werden. Zudem ermöglicht diese Organisationsform die leichte Integration von akquirierten Unternehmen. Sie kann Haftungen wie Patronatserklärungen für ihre Tochterunternehmen eingehen, damit diese Bankkredite erhalten können. Flexibelste Art ist die Finanzholding, starrste Form der Stammhauskonzern. Wirtschaftlich sind Holdings gekennzeichnet durch Finanzanlagevermögen, welches die Aktiva der Holding-Bilanz dominiert. Dadurch besitzt sie typischerweise eine hohe Anlagenintensität. Die Gewinn- und Verlustrechnung kann durch Gewinnabführungsverträge beeinflusst werden.

## Vorteile
Steuervorteile können genutzt werden, indem die Holding-Gesellschaft ihren Unternehmenssitz in ein Land verlegt, in dem attraktivere steuerliche Rahmenbedingungen gegeben sind. Die von den Tochterunternehmen an die Holding-Gesellschaft abgeführten Gewinne unterliegen dann u. U. einer günstigeren Steuergesetzgebung.
Aus kartellrechtlichen Gründen ist es Unternehmen häufig untersagt, größere Kapitalbeteiligungen an anderen Unternehmen zu halten. In vielen Fällen ist die Überschreitung einer Mindestbeteiligung darüber hinaus mit gesetzlichen Pflichten verbunden. Um dies zu umgehen, werden vielfach Holding-Gesellschaften gegründet.
Holding-Gesellschaften ermöglichen es den betreffenden Unternehmen, direkte in indirekte Kapitalbeteiligungen zu verwandeln. Für den Gesetzgeber und die Aufsichtsbehörden ist es durch die Zwischenschaltung von Zwischenholdings u. U. schwieriger, indirekte Kapitalbeteiligungen aufzudecken und zu untersagen. Beteiligungen müssen heute in vielen Staaten jedoch offengelegt werden. Die Mitteilungspflichten gelten auch für ausländische Unternehmen, soweit sie an deutschen Unternehmen beteiligt sind.

## Nachteile
Die Nachteile einer Holding liegen in der allgemeinen Abhängigkeit, Anonymisierung und der Ähnlichkeit wie bei der Geschäftsbereichorganisation. Durch die Strukturierung in Tochterunternehmen kann in diesen eine Intransparenz gegenüber den Zielen des Gesamtkonzerns entstehen. Durch deren rechtliche Selbständigkeit entsteht darüber hinaus ein deutlich höherer administrativer Aufwand.